# 硫代樟脑
硫代樟脑是一种有机硫化合物，化学式为C10H16S。它可由樟脑和五硫化二磷、劳森试剂等硫化试剂反应得到。在甲基三氧化铼的催化下，它可以被过氧化氢氧化为S-氧化硫代樟脑；过氧化氢/氯化亚砜也可将其转化为樟脑。